# Manny Acosta
Pour les articles homonymes, voir Acosta.
Manuel Alcides Acosta Molina, né le 1er mai 1981 à Colón au Panamá, est un lanceur droitier de baseball évoluant en Ligue majeure avec les Mets de New York.
International panaméen, Acosta a la particularité d'être un frappeur ambidextre, aptitude peu fréquente chez un lanceur.

## Carrière

### Ligue majeure de baseball
Manny Acosta obtient un premier contrat avec une équipe de Ligue majeure le 6 janvier 1998. Il passe cinq saisons en ligues mineures dans l'organisation des Yankees de New York avant d'être libéré le 24 juillet 2003 puis signé par les Braves d'Atlanta cinq jours plus tard.
Durant l'hiver 2006, il joue en Ligue vénézuélienne avec les Cardenales de Lara.
Sélectionné au match des étoiles de la Triple-A en juillet 2007, il fait ses débuts en MLB avec les Braves le 12 août 2007. Le droitier est utilisé comme lanceur de relève sur une base régulière à partir de 2008 et joue 46, puis 36 parties à ses deux premières années complètes pour Atlanta. Après trois saisons, il affiche une moyenne de points mérités de 3,55 en 114 manches lancées et compte trois sauvetages, tous enregistrés en 2008.

### Mets de New York
Acosta est réclamé par les Mets de New York au ballotage le 30 mars 2010. Il présente une moyenne de points mérités de 2,95 avec 42 retraits sur des prises en 39 manches et deux tiers lancées et 41 matchs joués avec les Mets en 2010.
En 2011, sa fiche est de 4 victoires et une défaite avec une moyenne de points mérités de 3,45 et 46 retraits sur des prises en 47 manches lancées et 44 matchs joués.

### International
Acosta a représenté Panamá lors de la Classique mondiale de baseball en 2006. Il prend part à deux parties, pour une défaite et une moyenne points mérités de 5,06.

## Statistiques
| Saison | Équipe  | G   | GS | CG | SHO | V | D | SV | IP    | SO  | ERA  |
| ------ | ------- | --- | -- | -- | --- | - | - | -- | ----- | --- | ---- |
| 2007   | Atlanta | 21  | 0  | 0  | 0   | 1 | 1 | 0  | 23.2  | 22  | 2,28 |
| 2008   | Atlanta | 46  | 0  | 0  | 0   | 3 | 5 | 3  | 53.0  | 31  | 3,57 |
| 2009   | Atlanta | 36  | 0  | 0  | 0   | 1 | 1 | 0  | 37.1  | 32  | 4,34 |
| 2010   | NY Mets | 41  | 0  | 0  | 0   | 3 | 2 | 1  | 39.2  | 42  | 2,95 |
| Totaux | Totaux  | 144 | 0  | 0  | 0   | 8 | 9 | 4  | 153.2 | 127 | 3,40 |

Note : G = Matches joués ; GS = Matches comme lanceur partant ; CG = Matches complets ; SHO = Blanchissages ; 
V = Victoires ; D = Défaites ; SV = Sauvetages ; IP = Manches lancées ; SO = Retraits sur des prises ; ERA = Moyenne de points mérités.